# Христо Александров
Христо Руменов Александров е български футболист-нападател от Светкавица (Търговище). Христо Александров е роден на 5 октомври 1985 година.